# 神野織物
神野織物（かんのおりもの）とは、大阪府吹田市片山町にある、大正12年に創業者である神野伝治郎が大阪市東区農人橋で開業した創業85年以上のタオル・手ぬぐいの卸売問屋。

## 会社概要
オリジナルタオル・オリジナル手ぬぐいをはじめとしたオリジナルグッズ、ノベルティ、販促品の制作会社。

（タオル・手ぬぐい・風呂敷・リストバンド・バンダナ等などの綿製品に特化したオリジナルグッズの製作）

## 本社
大阪府吹田市片山町4丁目33-40

## 沿革
- 1923年（大正12年） - 創業者　神野伝治郎が大阪市東区農人橋で開業
- 1934年（昭和9年） - 小樽市の（株）神野商店に合併し、神野商店　大阪支店設立
- 1956年（昭和31年） - （株）大阪神野商店設立
- 1958年（昭和33年） - 神野織物（株）設立と同時に、神野新吾が社長に就任
- 1989年（平成元年） - 現在地に本社新築移転
- 2000年（平成12年） - 社長　神野新吾退職につき、神野雄三が社長に就任
- 2005年（平成17年） - 神野哲郎社長に就任
- 2006年（平成18年） - 経営革新計画承認企業として認証を受ける
- 2009年（平成21年） - ISO9001 （品質マネジメントシステム）取得